# Saint-Trojan-les-Bains
Saint-Trojan-les-Bains je francouzská obec v departementu Charente-Maritime, v regionu Poitou-Charentes. V roce 2007 zde žilo 1 484 obyvatel. Leží na jihu ostrova Oléron.